# Mieleszyn (Groot-Polen)
Mieleszyn is een dorp in het Poolse woiwodschap Groot-Polen, in het district Gnieźnieński. De plaats maakt deel uit van de gemeente Mieleszyn en telt 921 inwoners.

## Verkeer en vervoer
- Station Mieleszyn